# Final Fantasy VII Snowboarding
Final Fantasy VII Snowboarding (яп. ファイナルファンタジーＶＩＩ スノーボーディング Файнару Фантадзи Сэбун Суноубоудингу) — мобильная игра 2005 года, разработанная и выпущенная компанией Square Enix. Её события разворачиваются во вселенной японской ролевой игры Final Fantasy VII 1997 года. С точки зрения игрового процесса представляет собой ремейк мини-игры из FFVII, в которой главный герой Клауд Страйф пересекает на сноуборде снежный склон, расположенный неподалёку от гостиницы «Сосулька» и аналогичной мини-игры из локации парк развлечений «Золотое блюдце». Square Enix прекратила техническую поддержку Snowboarding в 2018 году. Игра получила преимущественно положительные отзывы.

## Игровой процесс

Клауд передвигается по гоночной трассе

Snowboarding представляет собой спортивный симулятор с трёхмерной графикой. Игрок управляет Клаудом Страйфом, который пересекает на сноуборде несколько гоночных трасс. На пути к финишу он объезжает различные препятствия, в частности деревья, снеговиков и Муглов. Также время от времени Клауд выполняет трюки на встречающихся трамплинах и собирает воздушные шары, которые добавляют дополнительные очки по завершении каждого этапа. В игре есть три уровня и дополнительная гонка на время. В начале Snowboarding игрок может пройти только курс для новичков, после чего он получает доступ к курсам для любителей и профессионалов; для этого он должен заработать определённое количество очков на каждом следующем этапе. В режиме гонки на время исчезают все препятствия, а белый снег сменяется шахматным узором. На уровнях играет главная тема игры Chocobo Racing 1999 года.

## Разработка и выпуск
В марте 2005 года представители компании Square Enix — главный операционный директор Итиро Отобэ и продюсер Косэй Ито — посетили конференцию разработчиков игр в Сан-Франциско, на которой они объявили о выходе мобильной игры, представляющей собой порт мини-игры из популярного японского RPG Final Fantasy VII. В следующем месяце Snowboarding стала доступна для мобильных телефонов LG VX8000, LG VX8100, Audiovox 8940 и Samsung A890: пользователи могли загрузить игру через интернет-сервис Verizon V-Cast. Три года спустя она вышла в Японии на устройствах оператора DoCoMo — FOMA 703i и 902i. Square Enix прекратила техническую поддержку игры 31 марта 2018 года.

## Восприятие и наследие
В своей рецензии для IGN Леви Бьюкенен дал Snowboarding 7,2 балла из 10 и резюмировал следующее: «это не самая увлекательная игра для мобильных телефонов, в которую вы можете поиграть, но можно с уверенностью сказать, что она, безусловно, лучше большинства предложений V-Cast». В то же время рецензенту не понравилось управление, однако это не помешало ему насладиться «качественной графикой уровня игр для PlayStation». Бьюкенен отметил, что разработчикам удалось создать качественную игровую модель Клауда Страйфа, чего нельзя было сказать о «статичных спрайтах воздушных шаров», которые как будто перекочевали в игру из «сайд-скроллера 1987 года». Стивен Пэлли из GameSpot напротив похвалил управление, а также отнёс к числу положительных сторон игры графику, игровой процесс и режим гонки на время. С другой стороны, рецензент раскритиковал однообразную звуковую составляющую, отсутствие многопользовательского режима и высокую стоимость проекта. Несмотря на положительные впечатления от игры в целом, Лоуренс Вонг из GameOver был разочарован отсутствием в игре очков опыта и древа навыков, которые могли бы разнообразить игровой процесс.
Годы спустя Ито назвал игру хорошим проектом, но не дотягивающим до заданной западными игроками высокой планки. Game Rant поместил Snowboarding на 8-е место среди «10 игр Final Fantasy, о которых забыло большинство фанатов». Inverse назвал её «приятной мобильной игрой, которая позволила игрокам вернуться к культовой мини-игре». TheGamer сетовал на прекращение технической поддержки Snowboarding и выразил надежду, что мини-игра будет доступна в Final Fantasy VII Rebirth (2024), второй части трилогии ремейка FFVII. Тем не менее, в январском интервью Game Informer 2024 года один из руководителей разработки Rebirth Наоки Хамагути заявил, что в игре не будет катания на сноуборде. В том же году Хамагути подтвердил возвращение мини-игры в продолжении Rebirth.